# نسکلیف
نسکلیف (به انگلیسی: Nesscliffe) یک روستا در بریتانیا است که در شروپ‌شر واقع شده‌است.